# Watermät
Laurent Arriau, connu sous le nom de scène Watermät, est un disc jockey français, né à Paris et résidant actuellement à Soorts-Hossegor. Il est également connu sous le nom Laurent Konrad, et il est le producteur de Discobitch et Helmut Fritz.
Il entre en 2014 dans le label Spinnin' Records et ses filiales. En mai, il sort le titre Bullit, qui se hisse à la 2e place en Belgique (Flandre) et se classe dans des pays comme la France ou les Pays-Bas. Puis, un peu plus tard sort le titre Frequency, une collaboration avec TAI.
Le 14 août 2015 sort le titre Portland, une nouvelle collaboration avec Moguai. En janvier 2016, il sort le titre Spherik en téléchargement gratuit sur Spinnin' Premium.

## Discographie

### Singles

#### Singles classés
| Titre                | Année | Positions | Positions | Positions | Positions | Positions |
| Titre                | Année | FRA       | BEL (FL)  | BEL (WAL) | P-B       | R-U       |
| -------------------- | ----- | --------- | --------- | --------- | --------- | --------- |
| Bullit               | 2014  | 66        | 2         | 6         | 25        | 15        |
| Frequency (avec Tai) | 2015  | 93        | —         | —         | —         | —         |

#### Tous les singles
- 2013 : Sparks
- 2014 : Bullit
- 2014 : Bullit (So Real)
- 2015 : Frequency (avec Tai)
- 2015 : Portland (avec Moguai)
- 2015 : All My Love (avec Becky Hill & Tai)
- 2016 : Spherik
- 2016 : Empire
- 2016 : Fade
- 2017 : Won't Stop (feat. Kelli-Leigh)
- 2017 : Ruff Like This (avec Pep & Rash)
- 2018 : Need U
- 2019 : Preach
- 2019 : Raise (avec Sneaky Sound System)
- 2020 : Walls
- 2020 : Bring Me Back (avec Tai feat. Enlery)
- 2020 : Running (avec Raphaella)
- 2021 : Season
- 2022 : HokusPokus (avec Moguai)
- 2022 : Blow Your Mind
- 2023 : Targa
- 2023 : All About U (avec Burnr feat. Emida)
- 2023 : Out Of My Head (avec Raumakustik)

### Remixes
- 2014 : The Magician feat. Years and Years - Sunlight (Watermät Remix)
- 2014 : Röyksopp - Sordid Affair (Watermät Remix)
- 2018 : DJ Gregory - Tropical Soundclash (Watermät Remix)
- 2021 : Felguk feat. DCW - Before Sunrise (Watermät Edit)